# Ross McCausland
Ross McCausland (County Antrim, 12 maggio 2003) è un calciatore nordirlandese, attaccante dell'Arīs Limassol, in prestito dai Rangers, e della nazionale nordirlandese.

## Carriera

### Club
Cresciuto nel Linfield, McCausland si è trasferito al Rangers nell'estate del 2019 e due anni dopo ha firmato un contratto professionistico valido fino al 2024.
Ha debuttato in prima squadra il 14 maggio 2022 sostituendo Amad Diallo nell'incontro di Scottish Premiership vinto 3-1 contro gli Hearts.
Il 28 novembre 2023 ha rinnovato il contratto fino al 2027 e due giorni dopo ha segnato il suo primo gol professionistico nell'incontro della fase a gironi di Europa League pareggiato 1-1 contro l'Arīs Limassol.

### Nazionale
Ha giocato numerose partite con le varie nazionali giovanili nordirlandesi.
Il 14 novembre 2023 è stato convocato per la prima volta dalla nazionale nordirlandese. Ha esordito pochi giorni dopo giocando da titolare l'incontro di UEFA Nations League perso 4-0 contro la Finlandia.

## Statistiche

### Presenze e reti nei club
Statistiche aggiornate al 13 aprile 2025.
| Stagione        | Squadra         | Campionato      | Campionato | Campionato | Coppe nazionali | Coppe nazionali | Coppe nazionali | Coppe continentali | Coppe continentali | Coppe continentali | Altre coppe | Altre coppe | Altre coppe | Totale | Totale | Totale |
| Stagione        | Squadra         | Comp            | Pres       | Reti       | Comp            | Pres            | Reti            | Comp               | Pres               | Reti               | Comp        | Pres        | Reti        | Pres   | Reti   |        |
| --------------- | --------------- | --------------- | ---------- | ---------- | --------------- | --------------- | --------------- | ------------------ | ------------------ | ------------------ | ----------- | ----------- | ----------- | ------ | ------ | ------ |
| 2019-2020       | Rangers B       |                 | -          | -          | CC              | 1               | 0               |                    | -                  | -                  |             | -           | -           | 1      | 0      |        |
| 2021-2022       | Rangers B       |                 | -          | -          | CC              | 3               | 0               |                    | -                  | -                  |             | -           | -           | 3      | 0      |        |
| 2022-2023       | Rangers B       |                 | -          | -          | CC              | 3               | 0               |                    | -                  | -                  |             | -           | -           | 3      | 0      |        |
| 2023-2024       | Rangers B       |                 | -          | -          | CC              | 3               | 1               |                    | -                  | -                  |             | -           | -           | 3      | 1      |        |
| 2021-2022       | Rangers         | PL              | 1          | 0          | CS+CdL          | 0               | 0               |                    | -                  | -                  |             | -           | -           | 1      | 0      |        |
| 2022-2023       | Rangers         | PL              | 1          | 0          | CS+CdL          | 0               | 0               |                    | -                  | -                  |             | -           | -           | 1      | 0      |        |
| 2023-2024       | Rangers         | PL              | 29         | 3          | CS+CdL          | 4+1             | 0               | UEL                | 5                  | 1                  |             | -           | -           | 39     | 4      |        |
| 2024-2025       | Rangers         | PL              | 13         | 0          | CS+CdL          | 1+2             | 1+1             | UCL+UEL            | 2+7                | 0+1                |             | -           | -           | 25     | 3      |        |
| Totale carriera | Totale carriera | Totale carriera | 44         | 3          |                 | 18              | 3               |                    | 14                 | 2                  |             | -           | -           | 76     | 8      |        |

### Cronologia presenze e reti in nazionale
| Cronologia completa delle presenze e delle reti in nazionale ― Irlanda del Nord | Cronologia completa delle presenze e delle reti in nazionale ― Irlanda del Nord | Cronologia completa delle presenze e delle reti in nazionale ― Irlanda del Nord | Cronologia completa delle presenze e delle reti in nazionale ― Irlanda del Nord | Cronologia completa delle presenze e delle reti in nazionale ― Irlanda del Nord | Cronologia completa delle presenze e delle reti in nazionale ― Irlanda del Nord | Cronologia completa delle presenze e delle reti in nazionale ― Irlanda del Nord | Cronologia completa delle presenze e delle reti in nazionale ― Irlanda del Nord |
| Data                                                                            | Città                                                                           | In casa                                                                         | Risultato                                                                       | Ospiti                                                                          | Competizione                                                                    | Reti                                                                            | Note                                                                            |
| ------------------------------------------------------------------------------- | ------------------------------------------------------------------------------- | ------------------------------------------------------------------------------- | ------------------------------------------------------------------------------- | ------------------------------------------------------------------------------- | ------------------------------------------------------------------------------- | ------------------------------------------------------------------------------- | ------------------------------------------------------------------------------- |
| 17-11-2023                                                                      | Helsinki                                                                        | Finlandia                                                                       | 4 – 0                                                                           | Irlanda del Nord                                                                | Qual. Euro 2024                                                                 | -                                                                               | 59’                                                                             |
| 8-6-2024                                                                        | Palma di Maiorca                                                                | Spagna                                                                          | 5 – 1                                                                           | Irlanda del Nord                                                                | Amichevole                                                                      | -                                                                               | 66’                                                                             |
| 11-6-2024                                                                       | Murcia                                                                          | Irlanda del Nord                                                                | 2 – 0                                                                           | Andorra                                                                         | Amichevole                                                                      | -                                                                               | 70’                                                                             |
| 5-9-2024                                                                        | Belfast                                                                         | Irlanda del Nord                                                                | 2 – 0                                                                           | Lussemburgo                                                                     | UEFA Nations League 2024-2025 - 1º turno                                        | -                                                                               | 74’                                                                             |
| 8-9-2024                                                                        | Plovdiv                                                                         | Bulgaria                                                                        | 1 – 0                                                                           | Irlanda del Nord                                                                | UEFA Nations League 2024-2025 - 1º turno                                        | -                                                                               | 82’                                                                             |
| Totale                                                                          |                                                                                 | Presenze                                                                        | 5                                                                               |                                                                                 | Reti                                                                            | 0                                                                               |                                                                                 |

## Palmarès
- Coppa di Lega scozzese: 1

Rangers: 2023-2024